# Glockengießerhaus (Warburg)

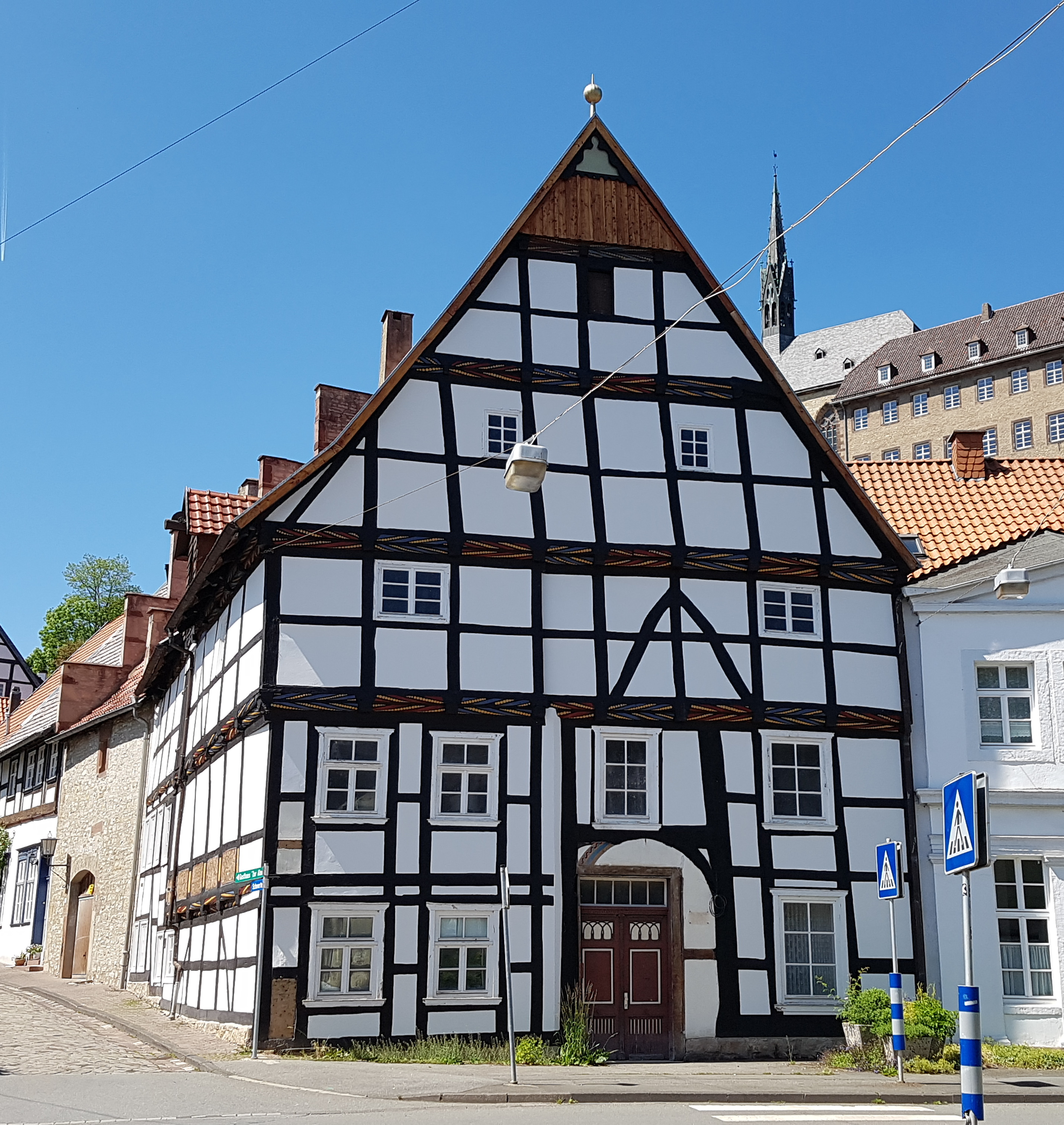
Das Glockengießerhaus in Warburg, Bernhardistraße 23 (2013)

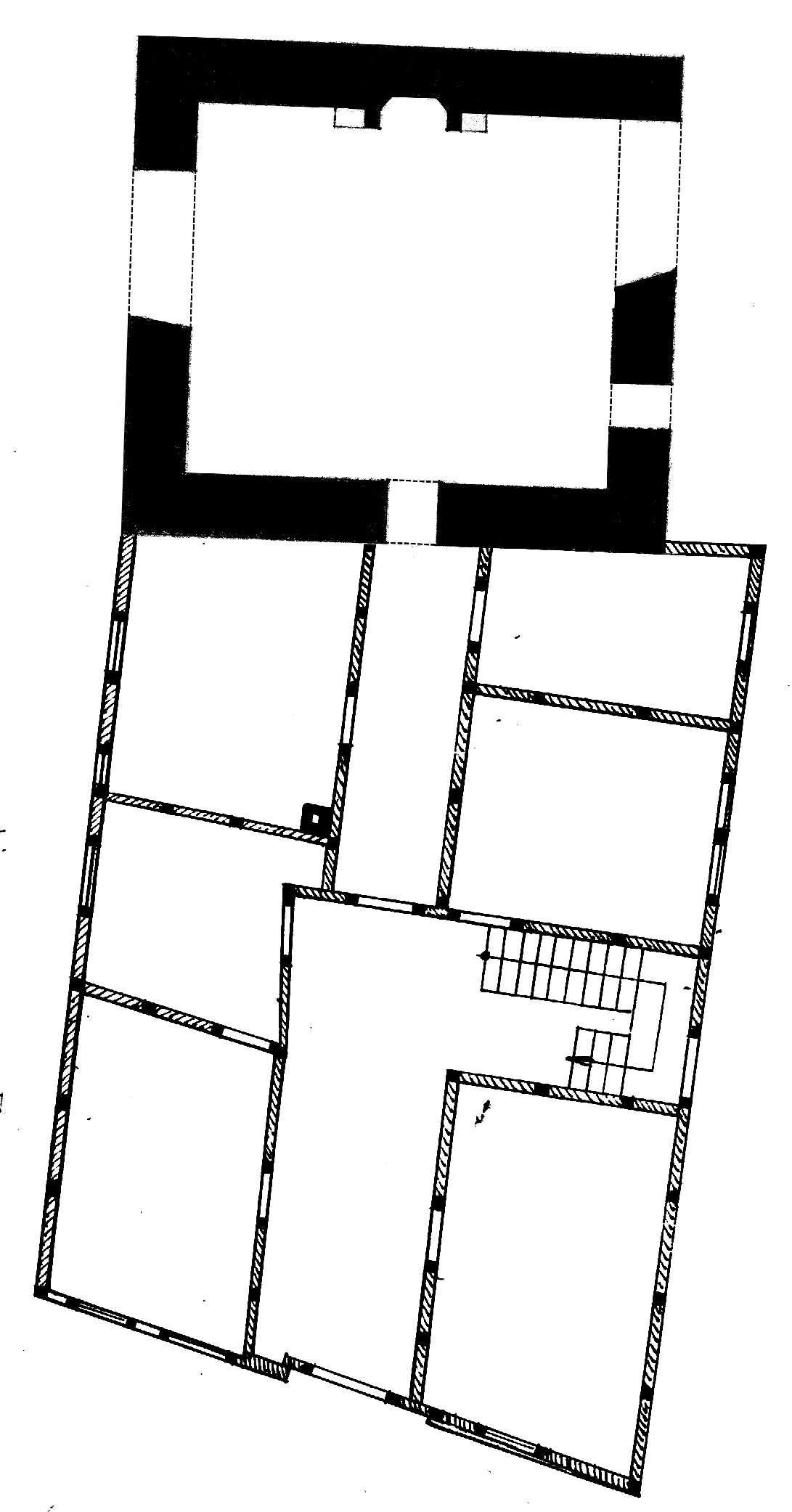
Grundriss Bestand 1979

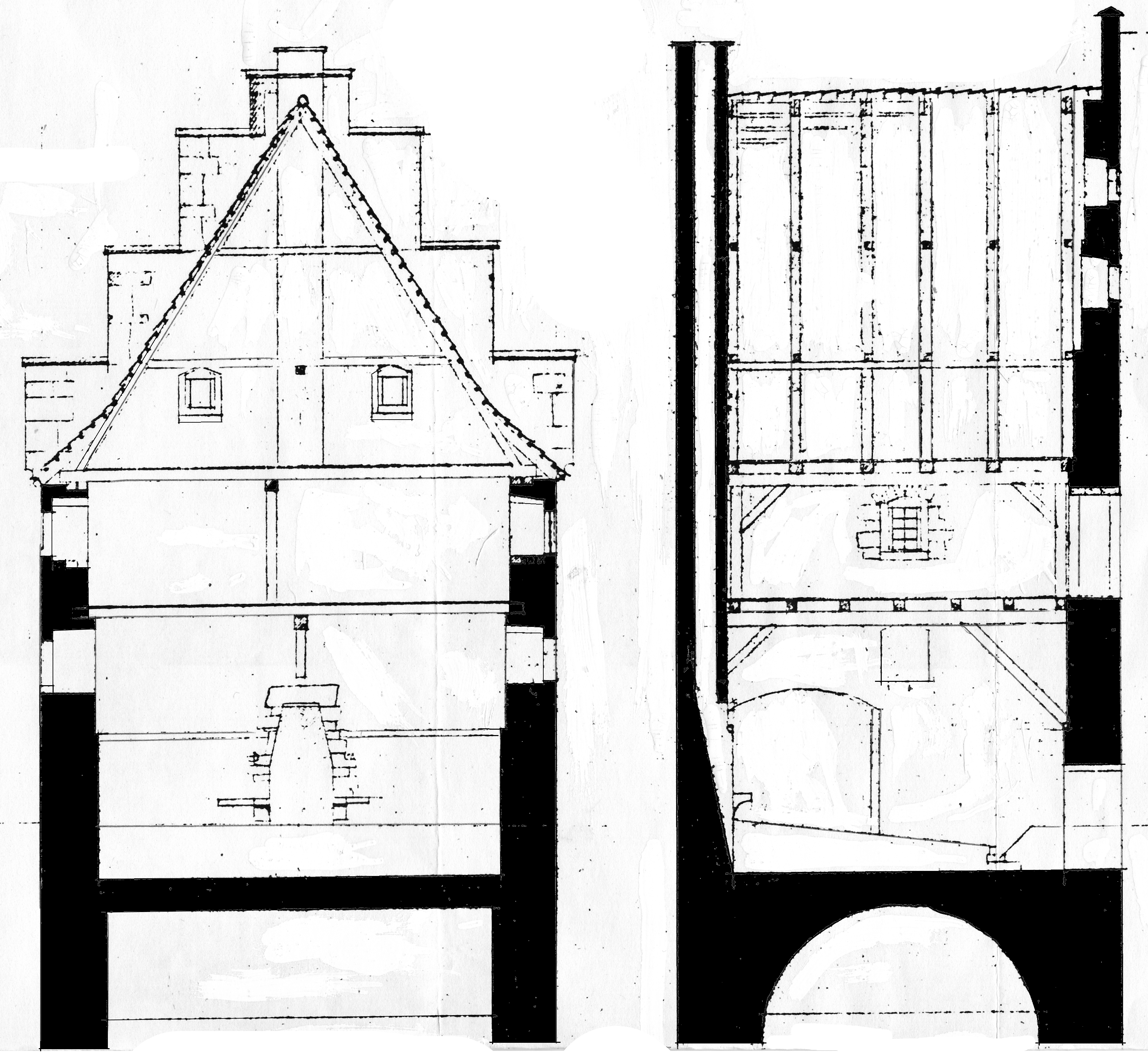
Schnitte des Steinwerkes, Bestand 1979

Das Glockengießerhaus in Warburg, Bernhardistraße 23, ist ein Fachwerkhaus in Warburg, hinter dem sich ein mit ihm verbundenes älteres steinernes Hinterhaus befindet. Das Vorderhaus wurde gem. späterer Bauinschrift im Giebel um 1578 erbaut, eine dendrochronologische Untersuchung ergab dagegen das Baudatum 1590. Das Hinterhaus mit der Adresse Schwerte 4 stammt aus der Zeit um 1400. 1985 wurden beide Gebäude in die amtliche Liste der Baudenkmäler in Warburg eingetragen. Die Bezeichnung Glockengießerhaus geht offenbar auf das in der Giebelspitze angebrachte Bild einer Glocke zurück.

## Architektur
Das an der Ecke Bernhardistraße/Schwerte gelegene, stattliche Vorderhaus entspricht dem in Warburg und den Städten der Region öfters vorhandenen Typ eines Ackerbürgerhauses mit zweigeschossiger Deele. Der darüber separat abgezimmerte Speicherstock kragt straßenseitig um Balkenstärke vor, der Giebel weist drei weitere Vorkragungen auf.
Erdgeschoss und erstes Obergeschoss sind rechtsseitig und hinten in dreifach verriegelter Ständerbauweise errichtet. Auf der Giebelseite sind zwischen zwei Ständern noch Sturz und Bogenbalken eines halbrunden, zwei Gefache breiten Torbogens vorhanden. Links davon an der Straßenecke besteht eine stockwerksartige Abzimmerung mit Vorkragungen, die auf einen Stubeneinbau hinweist. Füllhölzer, Rähmbalken und Torbogen sind überwiegend mit Schnitzwerk aus gegenläufigen Schnürrollen verziert. Im Bereich der Stube sind fünf Gefache unter den Fenstern mit Brüstungsbohlen geschlossen, die renaissancetypische vegetabile Flachschnitzereien aufweisen. Giebelseitig verweisen eine schlichte, geschossweise Abzimmerung und eine zweiflüglige Haustür mit Kreuzbogenfries, Oberlicht und rechteckigem Futter auf eine Erneuerung des Fassadenteils in der Biedermeierzeit hin.
Hinter dem großen Vorderhaus und mit diesem durch zwei Durchgänge im Erdgeschoss und Speichergeschoss verbunden steht ein ehemals dreigeschossiges, massives Steinwerk, das mit ca. 1 m starkem Mauerwerk aus Kalkbruchsteinen und Eckquadern errichtet ist. Die Giebel sind als vierstufige Treppengiebel gestaltet. Innerhalb des Nordgiebels befindet sich ein Kamin mit Resten einer Feuerstelle im Erdgeschoss.

## Geschichte
Der älteste Teil des Bauensembles ist das um 1400 errichtete Steinwerk, das wahrscheinlich schon damals im Zusammenhang mit einem in Fachwerk errichteten Vorgängerbau entstanden war.
Gegen Ende des 16. Jahrhunderts wurde das Vorderhaus offenbar in der noch bestehenden Form als repräsentativ gestaltetes Deelenhaus mit Speicherstock und steilem Giebeldach erneuert. Die Deele war ursprünglich zwei Geschosse hoch und weitete sich im hinteren Teil in einem sogenannten Flett zur Schwerte L-förmig, möglicherweise auch T-förmig mit Belichtung auch von der Gartenseite her auf. Gewohnt und geschlafen wurde in der Stube, die an der Hausecke Bernhardistraße/Schwerte lag und von der aus beide Straßen beobachtet werden konnten. Die Besonderheit dieses Raumes wurde von außen und wahrscheinlich auch von der Deele her durch die aufwendige Gestaltung der Füllholzer und Brüstungsbohlen betont. Ob es in dem Haus wirklich eine Glockengießerei gab, ist umstritten. Ein Indiz hierfür ist neben dem Giebelschmuck ein im Hause 2014 ergrabener, ca. 300 Jahre alter Glockenklöppel. Zudem gibt es Hinweise auf metallverarbeitendes Handwerk auch an anderen Häusern des 16. Jahrhunderts in der Warburger Altstadt, so bei dem mit dem Bild eines Helmes geschmückten Eisenhoithaus, Bernhardistraße 12, oder bei dem mit dem Bild einer Kanne geschmückten Kannegeterhaus, Joseph-Kohlschein-Straße 22.
Bis 1750 gehörte das Haus Johann Heinrich Henken. Er verkaufte es am 18. November gegen Rückkaufsrecht an Seligmann Calmen. 1756 und 1765–1767 wird Schmuel Calmen, 1775–1776 werden die Erben von Schmuel Calmen und 1787–1788 wieder Seligmann Calmen als Eigentümer genannt. 1804 erklärte Seligmann gegenüber der Stadt, dass er das Haus 1750 erworben habe. Die Familie Calmen ist vermutlich auch Bauherr der 2011 in der Nordecke des Vorderhauses entdeckten und in die Mitte des 18. Jh. datierten Kellermikwe mit einem über 13 Stufen erreichbaren Tauchbecken.
Nach Seligmanns Tod, der um 1804 angenommen wird, ging das Haus an seinen Schwiegersohn Schaft Ostheim und seine Frau über. Die Eheleute Schaft blieben jedoch kinderlos und überließen das Haus und ein offenbar mit ihm zusammenhängendes Geschäft ihrem aus Brakel stammenden Neffen, dem Kaufmann und Bankier Jacob David Flechtheim. Dieser war verheiratet mit Röscher Sternau, mit der er eine Tochter, Rosalie, hatte. Zur Verbesserung der Wohnverhältnisse ließ er erhebliche Umbauten durchführen. So wurde die hohe Flettdeele mit einer Zwischendecke horizontal geteilt, die Luchten zur Schwerte und zum Garten wurden geschlossen, und zur Verbesserung der Erschließung des Obergeschosses wurde eine neue zweiläufige Treppe eingebaut. Von außen wurde das rundbogige Tor teilweise bis auf eine rechteckige Öffnung für eine neue, zweiflüglige Haustür vermauert und die Fachwerkwände links davon erneuert. Die Lagerräume im zweiten Stock und auf dem großen Dachboden blieben erhalten und wurden nun durch Luken von der Schwerte aus erschlossen. 1847 wurde der Windbrunnen vor Flechtheims Hause auf der Bernardistraße mit Pumpen versehen.  1849 gehörte der Kaufmann Flechtheim zu den 36 besten Bürgen der damaligen Sparkasse Warburg. Als er 1853 nach erfolgreicher Tätigkeit mit nur 55 Jahren starb, vermachte er u. a. dem Warburger Krankenhaus 50 Taler.
Nach 1853 führte zunächst Jacobs Kompagnon und Schwager Ruben Sternau Haus und Geschäft weiter. Jacobs 12-jährige Tochter Rosalie heiratete später einen Emil Goldschmidt aus Mainz und verließ Warburg. 1868 verstarb auch Röscher Flechtheim. Jacobs Brakeler Neffe Salomon (Sally) Flechtheim (1847–1908) übernahm nun das Haus. Dessen dort 1881 geborener Sohn Walther Flechtheim heiratete eine Protestantin, trat aus der jüdischen Gemeinde aus und wurde später ein bekannter Varieté-Künstler. 1935 erhielt er Berufsverbot im nationalsozialistischen Deutschland und emigrierte nach London, wo er 1949 starb. Sein jüngerer Bruder Julius Flechtheim wurde promovierter Jurist, heiratete in Berlin, wurde in der NS-Zeit in das KZ Sachsenhausen inhaftiert und emigrierte am 2. Juni 1939 nach Rio de Janeiro. Im gleichen Jahr wurde ein Karl Wiemers als Hauseigentümer genannt.
1979 erfolgte auf Veranlassung des Hausforschers Josef Schepers ein wissenschaftliches Aufmaß des Steinwerkes, das immer noch der Familie Wiemers gehörte, durch Studenten der THD unter Leitung von Elmar Nolte. 2011 erwarb Björn Ernst beide Gebäude, um sie denkmalgerecht zu sanieren und im Vorderhaus Wohnungen einzubauen. Bei Ausschachtungen im Keller wurden u. a. die o. g. Mikwe und historische Gegenstände wie der o. g. Glockenklöppel und eine 8,5 kg schwere Kanonenkugel gefunden.